# Mangalarga paulista
Le Mangalarga paulista, ou selle brésilien, est une race de chevaux de selle brésilienne, développée à São Paulo à partir du Mangalarga marchador. Son stud-book est créé en 1924 puis dissocié de ce dernier en 1951, lors de la création de l'association officielle de la race, la Associação Brasileira de Criadores de Cavalos da Raça Mangalarga. Il présente le modèle d'un petit cheval de sport.

## Histoire
Le Mangalarga paulista partage une origine commune avec le Mangalarga marchador, la distinction entre ces deux races étant récente. Son nom, paulista, signifie « natif de São Paulo ». Il descend de chevaux portugais importés au Brésil au milieu du XIXe siècle, une cavalerie influencée par les races Alter Real et Garrano. Ce cheptel d'origine est croisé avec divers chevaux ibériques.
La création de la race remonte réellement aux années 1930, sous l'impulsion d'un groupe d'éleveurs de São Paulo, la famille Junqueira. Ils croisent le Mangalarga marchador, la souche d'origine, avec des chevaux de races Arabes, Standardbred, Trakehner, Morgan, Anglo-arabe et Pur-sang,. Un stud-book séparé est créé puis reconnu en 1934 au Brésil. En 1951, la distinction entre Mangalarga paulista et Mangalarga marchador s'officialise à travers la création de l′Associação Brasileira de Criadores de Cavalos da Raça Mangalarga.

## Description

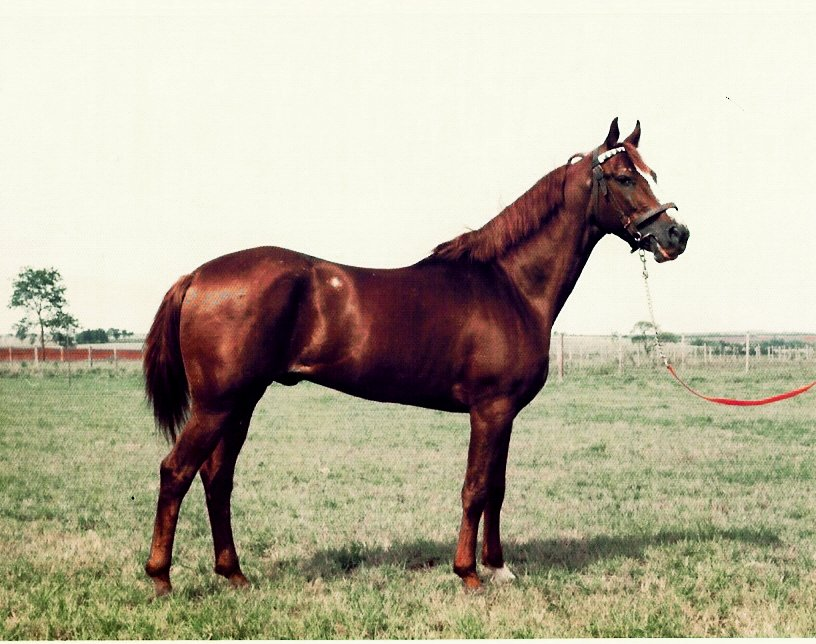
Mangalarga paulista au modèle

Selon l'encyclopédie agricole brésilienne (1995), la taille moyenne va de 1,42 m pour les femelles à 1,46 m chez les mâles, pour un poids médian respectif de 400 à 450 kg. L'ouvrage de l'université d'Oklahoma donne une taille moyenne de 1,52 m. La tête est de taille moyenne, dotée d'un front large et plat et d'un profil rectiligne ou subconcave. Le Mangalarga est connu pour son endurance et sa résistance. Son caractère sociable est hérité des chevaux ibériques.
Les robes sont principalement l'alezan, suivi par le gris, le bai, le noir et le pie.
Le Mangalarga a fait l'objet d'une étude visant à déterminer la présence de la mutation du gène DMRT3 à l'origine des allures supplémentaire : l'étude de 14 sujets a permis de détecter la présence de cette mutation chez 7,1 % d'entre eux, et de confirmer l’existence de chevaux avec des allures supplémentaires (la marcha) parmi la race. 

## Utilisations
Destiné à la selle, il fait aussi un bon cheval de sport du fait de ses origines,.

## Diffusion de l'élevage
En 1989, la race compte 2 000 éleveurs et 50 000 sujets enregistrés.

#### Ouvrages spécialisés
- [Prates Trivelin 1959] (pt) Antônio Prates Trivelin, Contribuição ao Estudo da Raça Mangalarga no Estado de São Paulo, Piracicaba, ESALQ – Escola Superior Agronômica “Luiz de Queiróz” da USP – Universidade de São Paulo, 1959
- [Simões 1976] (pt) Fausto Simões, Mangalarga e o Cavalo de Sela Brasileiro, Sao Paulo, Editora dos Criadores, 1976
- [Rodrigues 1980] (pt) Antônio Carlos Rodrigues, O Cavalo Mangalarga, Sao Paulo, Associação Brasileira de Criadores de Cavalos da Raça Mangalarga, 1980
- [Hamilton Ribeiro 1980] (pt) José Hamilton Ribeiro, O Cavalo Mangalarga, Labtec, 1980
- [Oswaldo Junqueira 1997] (pt) José Oswaldo Junqueira, Referencial Mangalarga 89, Sao Paulo, BG Cultural, 1997
- [Franco Junqueira 2004] (pt) João Francisco Franco Junqueira, Os Cavalos de João Francisco Diniz Junqueira, Sao Paulo, Via Impressa Edição de Artes, 2004
- [Bellini Amorim 2008] (pt) Antônio Carlos Bellini Amorim, Mangalarga : O Cavalo de Sela Brasileiro, Sao Paulo, Bellini Cultural, 2008
- [Sampaio de Almeida Prado 2008] (pt) Raul Sampaio de Almeida Prado, Raízes Mangalarga, Sao Paulo, Empresa das Artes, 2008

#### Ouvrages généralistes
- [Ferraz de Toledo et al 1995] (pt) Francisco Ferraz de Toledo, Julio Seabra Inglez Souza, Aristeu Mendes Peixoto et Francisco Ferraz de Toledo, « Manga-larga », dans Enciclopédia agrícola brasileira: I-M, vol. 4, EdUSP, 1995 (ISBN 8531407192 et 9788531407192)
- [Hendricks 2007] (en) Bonnie Lou Hendricks (préf. Anthony A. Dent), « Mangalarga Paulista », dans International Encyclopedia of Horse Breeds, Norman, University of Oklahoma Press, 2007, 486 p. (ISBN 080613884X et 9780806138848, OCLC 154690199, lire en ligne), p. 277-278
- [Dutson 2012] (en) Judith Dutson, « Mangalarga Paulista », dans Storey's Illustrated Guide to 96 Horse Breeds of North America, Storey Publishing, 2012, 416 p. (lire en ligne), p. 158